# 4357 Korinthos
4357 Korinthos eller 2069 T-2 är en asteroid i huvudbältet som upptäcktes den 29 september 1973 av den nederländsk-amerikanske astronomen Tom Gehrels och det nederländska astronomparet Ingrid van Houten-Groeneveld och Cornelis Johannes van Houten vid Palomar-observatoriet. Den är uppkallad efter Korinth.
Asteroiden har en diameter på ungefär 18 kilometer och den tillhör asteroidgruppen Eos.